# Marco Peduceo Seniano
Marco Peduceo Seniano (en latín: Marcus Peducaeus Saenianus) fue un senador romano que vivió en el siglo I, y desarrolló carrera bajo la dinastía Flavia.

## Familia
Su familia ya estaba constatada al final de República Romana. Se desconoce exactamente de quien era hijo, barajándose la posibilidad de que su padre fuese Lucio Peduceo Colón, Prefecto de Egipto en 70, o bien de que su progenitor hubiese sido Lucio Peduceo Frontón, procurador en la provincia Asia bajo el imperio de Claudio I. Posiblemente Quinto Peduceo Priscino, cónsul suffectus en 93, era su hermano.

## Carrera
En 89, bajo Domiciano, fue designado consul suffectus durante los meses de mayo a agosto.